# Dunlop Tyres
Dunlop je značka pneumatik vyráběných firmou Goodyear Tire and Rubber Company.

## Historie
Základy společnosti sahají až do 7. prosince 1888, kdy získala patent na pneumatiku. V roce 1935 pokořily jejich pneumatiky rychlost 330 mil/h (482,8 km/h). V roce 1945 začala společnost vyrábět i bezdušové pneumatiky se samotěsnicí vrstvou. Roku 1962 učinili výzkumníci společnosti Dunlop objev tzv. aquaplaningu, který způsobuje, že pneumatiky mají na mokré vozovce menší záběr a menší přilnavost. V roce 1972 vyvinula společnost první pneumatiku s ocelovou kostrou, která zlepšuje stabilitu, brzdění a hlučnost.
V roce 2000 se stala tato společnost součástí Goodyear Tire and Rubber Company.
V roce 2012 bylo zavedeno standardizované označení pneumatik EU, které hodnotí pneumatika z hlediska spotřeby paliva, přilnavosti na mokru a hlučnosti.